# Bulbophyllum perexiguum
Bulbophyllum perexiguum är en orkidéart som beskrevs av Henry Nicholas Ridley. Bulbophyllum perexiguum ingår i släktet Bulbophyllum och familjen orkidéer. Inga underarter finns listade i Catalogue of Life.